# 神舟2号
神舟2号（Shenzhou 2）は、2001年1月9日に打ち上げられた、神舟の2番目の無人宇宙飛行である。宇宙船の生命維持装置をテストするため、再突入カプセルの中には、サルとイヌとウサギ各1匹が入れられた。再突入モジュールは、7日間の軌道周回後に切り離された。軌道モジュールはその後、220日間軌道を周回し続けた。
動物とともに、64種類の観測機器、実験装置も持ち込まれた。このうち15種類は再突入モジュール、12種類は軌道モジュール、37種類は外部パレットに積み込まれた。これらの中には、無重力結晶学の実験装置や6匹のマウス、宇宙線検出器、ガンマ線バースト検出器等があった。無線伝送システムをテストするため、宇宙船からテープに録音されたメッセージが放送された。
宇宙船が南アフリカ沖の南大西洋上を飛行中の1月16日10時15分（UTC）に逆推進ロケットへの点火の指示が送られ、11時22分（UTC）に内モンゴル自治区に着陸した。着陸した宇宙船から連絡がなかったため、大気圏再突入に失敗したのではないかと思われたが、中国政府から否定された。スウェーデン宇宙センターのニュースサイトは匿名からの情報として、パラシュートの1つが開かず、ハードランディングになったと報じた。
軌道モジュールのミッションは、8月24日に再突入を開始し、イースター島とチリの間の南太平洋に落下するまで続いた。

## ミッションパラメータ
- 質量 : 7,400 kg
- 近地点 : 330 km
- 遠地点 : 346 km
- 軌道傾斜角 : 42.6°
- 公転周期 : 91.3分
- NS SDC ID : 2001-001A